# أوبري أو داي
أوبري مورغان أو داي (بالإنجليزية: Aubrey Morgan O'Day)‏ (من مواليد 11 فبراير، 1984) المعروفة باسم الشهرة أوبري، هي مغنية-كاتبة أغاني أمريكية، ممثلة، مصممة أزياء، شخصية تلفزيون الواقع، وعضو في الفرقة الموسيقية النسائية دانتي كين. نظراً للخلافات بين الفرقة ومرشدها في ذلك الوقت، بي. ديدي، طُردت أوبري من الفرقة في 2008، ولكن تم لم شمل الفرقة مرة أخرى في عام 2013. في 2011، وقعت صفقة منفردة مع تسجيلات يونيفرسال ريبوبليك/إس آر سي، وصدرت الأسطوانة المطولة الأولى لها بعنوان بيتوين تو دفلز في 2013.

## مجموعة الألبومات
- بيتوين تو دفلز (2013)

## وصلات خارجية
- أوبري أو داي على موقع IMDb (الإنجليزية)
- أوبري أو داي على موقع ألو سيني (الفرنسية)
- أوبري أو داي على موقع ميوزك برينز (الإنجليزية)
- أوبري أو داي على موقع أول موفي (الإنجليزية)
- أوبري أو داي على موقع قاعدة بيانات برودواي على الإنترنت (الإنجليزية)
- أوبري أو داي على موقع إن إن دي بي (الإنجليزية)
- أوبري أو داي على موقع أول ميوزيك (الإنجليزية)
- أوبري أو داي على موقع ديسكوغز (الإنجليزية)
- أوبري أو داي على موقع قاعدة بيانات الفيلم (الإنجليزية)
- أوبري أو داي على موقع كينوبويسك (الروسية)

- الموقع الرسمي